# جانجستر فيغاس
جانجستر فيغاس هي لعبة فيديو من نوع عالم مفتوح أكشن ومغامرات تم تطويرها بواسطة Gameloft Montreal ونشرتها شركة غيم لوفت. صدرت لأنظمة أندرويد وآي أو إس لأجهزة (آيفون، آي بود تاتش، وآي باد) في 7 يونيو 2013. وهو الإصدار السادس (السابع بعد جانجستر سيتي) في سلسلة جانجستر؛ سبقها (جانجستر ريو: مدينة القديسين) وصدر بعدها (جانجستر: نيو أورلينز).